# 권혜경
권혜경(한국 한자: 權惠卿, 본명: 권오명, 한국 한자: 權五明, 1931년 11월 12일 ~ 2008년 5월 25일)은 대한민국의 가수였다.

## 생애
강원도 삼척시에서 세무서원이었던 아버지의 2남 4녀 중 넷째로 태어난 그녀는 1956년 당시 서울중앙방송국(현 KBS)의 제2기 전속가수로 입사한 후 다음 해인 1957년 반야월 작사, 이재호 작곡의 '산장의 여인'을 불러 유명해졌다.
그후 '첫사랑의 화원', '동심초', '호반의 벤치', '물새 우는 해변', 등을 불러 1950년대 후반의 최고 인기 가수로 군림했으나 데뷔 2년 후인 1959년에 발병한 심장판막증과 그 후유증으로 발병한 후두암으로 시작된 투병생활로 1960년대 중반에 이르러 결국 가수 활동을 중단했다.
그 후 그녀는 전국의 교도소와 소년원을 수십년간 순회하며 위문공연과 봉사활동을 해오다 1994년 충북 청원군 남이면의 한 농가에 정착했고 그후 그녀는 '아무도 날 찾는 이 없는 / 외로운 이 산장에'로 시작되는 그녀의 히트곡 '산장의 여인' 노랫말처럼 홀로 적적히 노년을 지내다가 '첫사랑의 화원'처럼 꽃 피고 새 울던 그 날, 2008년 5월 25일 조용히 눈을 감았다.

## 대표곡
- 1957년 산장의 여인
- 1958년 첫사랑의 화원
- 1960년 동심초
- 1963년 호반의 벤치